# آنا ماري هان
آنا ماري هان (بالإنجليزية: Anna Marie Hahn) (و. 1906 – 1938 م) هي مجرمة، وقاتلة متسلسلة من ألمانيا، والولايات المتحدة، ولدت في بافاريا، توفيت في كولومبوس، أوهايو، عن عمر يناهز 32 عاماً، بسبب صعق كهربائي.